# Gaston Achoundong
Gaston Achoundong, né en 1950, est un botaniste, collecteur et auteur en taxonomie camerounais qui dirigea l'Herbier national du Cameroun.

## Hommages
L'épithète spécifique de l'espèce Tricalysia achoundongiana lui rend hommage.